# Здзіслав Отелло Городецький
Здзіслав «Отелло» Городецький (пол. Zdzisław «Otello» Horodecki, нар. 1 травня 1948, Ольштин) — польський живописець, графік (прикладна графіка), архітектор інтер'єру, дизайнер виставок, сценограф.

## Біографія
Здзіслав Городецький походить з польської дворянської сім'ї гербу Корнич (пол. Kornic) (згідно з Урським) на Подолі, затвердженої у дворянстві в 1824—1890 рр.., яка була внесена в VI частину Дворянської родовідної книги подільської губернії. Син засланців у Сибір. Він живе і працює у Варшаві.
Закінчив він Державну середню театральну школу в Варшаві на факультеті сценічного живопису і сценографії. Він студіював живопис, графіку, сценографію і дизайн інтер'єру та музикознавство; за спеціальністю — теорія музики. Він захистив докторську дисертацію із історії опери. Його двоюрідний дід — дуже відомий архітектор Владислав Городецький.
У 1968 році, ще під час навчання, він був прийнятий в Асоціацію польських художників. Городецький був тоді наймолодшим професійним художником в Польщі. Його деб'ютом була персональна виставка картин у Клубі Гібриди в 1969 році.
Він виставляв свої роботи на індивідуальних виставках у Польщі і за кордоном. Його картини знаходяться в приватних колекціях і фундаціях міжнародного характеру, між іншим, у Німеччині, Франції, Іспанії, Англії, Італії, Швеції, Данії, Японії, Португалії, Австралії, США, Росії.
У 70-х рр. ХХ ст. почав він свою виставкову діяльність. Городецький — генеральний дизайнер багатьох художніх і торговельних виставок у країні і за кордоном, між іншим, «Фридерик Шопен» на замовлення Міністерства закордонних справ і Товариства ім. Фридерика Шопена (25 держав) та найбільшої виставки в історії польського мистецтва фотографії «Польща — Країна — Люди» (Манеж — Москва1974), за яку він, разом із своєю групою, отримав національну премію.
Він автор ідей багатьох варшавських неонів, дизайнер суспільно-політичних плакатів, логотипів (напр. логотип ПОРП), марок, медальйонів, рекламних плакатів, а також емблем кількох державних установ.
У половині 70-х рр. він зробив загальний дизайн гуманізації великого промислового підприємства «Польська велна» («Polska Wełna»), який стосується добірки кольорів залів, машин, беручи до уваги психологічний вплив кольорів, костюмів, сусідніх територій, різнобарвних фасадів та влаштування соціальних об'єктів в концепції естетики дизайну інтер'єру та гуманізації відпочинку та розваг.
Городецький — автор плакатів для «Польського фільму», проектів рекламних брошур та експортного введення, яке починає кожен польський фільм. Він також дизайнер польських художній стендів на Міжнародних кінофестивалях, між іншим, в містах: Західний Берлін, Сан-Себастьян, Сантандер, Венеція, Сан-Ремо, Карлові Вари, Москва і Канни та мистецьких виставок про фільми Анджея Вайди, Кшиштофа Зануссі, Казімежа Куца, Кшиштофа Кесльовського, Януша Кійовського і Агнешки Холланд. Він був відповідальним дизайнером Фестивалю польських художніх фільмів у Ґданську в 1980 р., а також запроектував емблеми цього ж фестивалю.
Протягом багатьох років він працював у музичній та літературній редакції Польського радіо рецензентом опери. Він творець найдовшої біографічної серії про Пласідо Домінґо («Пласідо Домінґо — Моє життя на сцені») та Оперних та музичних театрів ПР — написав 17 радіопостановок, в цьому числі прем'єри «Щоденники Бенджамина Ф. Пінкертона», «Трагедія Дон Карлоса», «Отелло — переможений мавр, тобто Шекспір і Верді». Він веде також відоме радіо-шоу «Опера тижня». Вважається, що після Яна Вебера, у нього найбільша кількість слухачів Польського радіо. На замовлення Universal Music Group Польща (Deutsche Grammophon, Decca Records, Philips Records) зробив наукове дослідження фізіології і функціонування голосу Пласідо Домінґо, під заголовком «Піраміда Домінґа».
Результатом багаторічних теоретичних аналізів музики в поєднанні з літературою і живописом є створення нового погляду на вище мистецтво, яке визначається як «творчий випадок». Він створює теорію алеатористичного план сіонізму — напрямку, який поєднує живопис, літературу, музику і медіа. Вся теорія нової естетики і напряму у мистецтві він представляє у своїй роботі «Маніфест алеаторики» (теорія неоалеаторики)".